# Botryllus elegans
Botryllus elegans är en sjöpungsart som först beskrevs av Jean René Constant Quoy och Joseph Paul Gaimard 1834.  Botryllus elegans ingår i släktet Botryllus och familjen Styelidae. Inga underarter finns listade.